# Gerard Gul
Gerard Gul (ur. 27 października 1847 w Egmond aan Zee, zm. 9 lutego 1920 w Utrechcie) − arcybiskup starokatolicki Utrechtu w latach 1892–1920.

## Życiorys
Gerard Gul urodził się jako syn Jana Gula i Angeli Tol. W 1870 roku został wyświęcony na starokatolickiego kapłana. Pracował na parafiach w Amsterdamie, Zaandam i w Utrechcie. W 1886 roku został proboszczem w Hilversum. Jego konsekracja biskupa odbyła się 11 maja 1892 roku w Utrechcie. Abp Gerard Gul 21 listopada 1897 roku w Bernie udzielił ks. Antoniemu Kozłowskiemu z Kościoła Polskokatolickiego w Chicago święceń biskupich wraz z Edwardem Herzogiem z Kościoła Chrześcijańskokatolickiego i Teodorem Weberem z Kościoła Starokatolickiego Niemiec. Był głównym konsekratorem ks. Franciszka Hodura z Polskiego Narodowego Kościoła Katolickiego, któremu to 29 września 1907 roku udzielił sakry biskupiej w Utrechcie, wraz z asystencją bp Jakuba Jana van Thiela z Haarlemu oraz ks. bp Mikołaja Spita z Deventer. 5 października 1909 r. udzielił sakry biskupiej kapłanowi Janowi Marii Michałowi Kowalskiemu. 4 września 1910 r. udzielił w Łowiczu wraz z biskupami Janem Marią Michałem Kowalskim oraz Janem van Thielem z Haarlemu sakry biskupiej mariawickim kapłanom Leonowi Marii Andrzejowi Gołębiowskiemu oraz Romanowi Marii Jakubowi Próchniewskiemu.